# أنديرس كارلسون (منافس ألعاب قوى)
أنديرس كارلسون (بالسويدية: Anders Carlsson)‏ هو منافس ألعاب قوى سويدي، ولد في 17 أبريل 1959.

## وصلات خارجية
- أنديرس كارلسون على موقع الاتحاد الدولي لألعاب القوى (الإنجليزية)
- أنديرس كارلسون على موقع أوليمبيديا (الإنجليزية)
- أنديرس كارلسون على موقع اللجنة الأولمبية السويدية (السويدية)